# Рэдклифф, Шарлотта, 3-я графиня Ньюбург
Шарлотта Мария Рэдклифф, 3-я графиня Ньюбург, или Шарлотта, графиня Дервентуотерская (урожденная Ливингстон) (англ. Charlotte Maria Radclyffe, 3rd Countess of Newburgh; 1694 — 4 августа 1755) — шотландская аристократка, сторонница якобитов.

## Происхождение
Родилась в 1694 году. Единственная дочь Чарльза Ливингстона, 2-го графа Ньюбурга (1664—1694), и ирландской дворянки, леди Фрэнсис Браднелл (? — 1736), которая наиболее известна как предмет сатиры, в которой она была изображена как лидер общества лесбиянок.
Так как её отец умер до ее рождения, Шарлотта стала графиней Ньюбург после своего рождения в 1694 году. После смерти отца ее мать снова вышла замуж за Ричарда Беллью, 3-го барона Беллью из Дулика (ок. 1664—1715). От второго брака ее матери у нее был младший сводный брат, Джон Беллью, 4-й барон Беллью из Дулика (1702—1770).
Бабушкой и дедушкой Шарлотты по материнской линии были Фрэнсис, лорд Браднелл (сын и наследник Роберта Браденелла, 2-го графа Кардигана) и леди Фрэнсис Сэвил (внучка Томаса Сэвила, 1-го графа Сассекса). Её бабушкой и дедушкой по отцовской линии были Джеймс Ливингстон, 1-й граф Ньюбург (1622—1670), и его вторая жена Энн Пул (дочь сэра Генри Пула). Ее дедушка был членом парламента от Сайренчестера, который поддерживал роялистов в Английской гражданской войне до своей смерти в декабре 1670 года.

## Личная жизнь

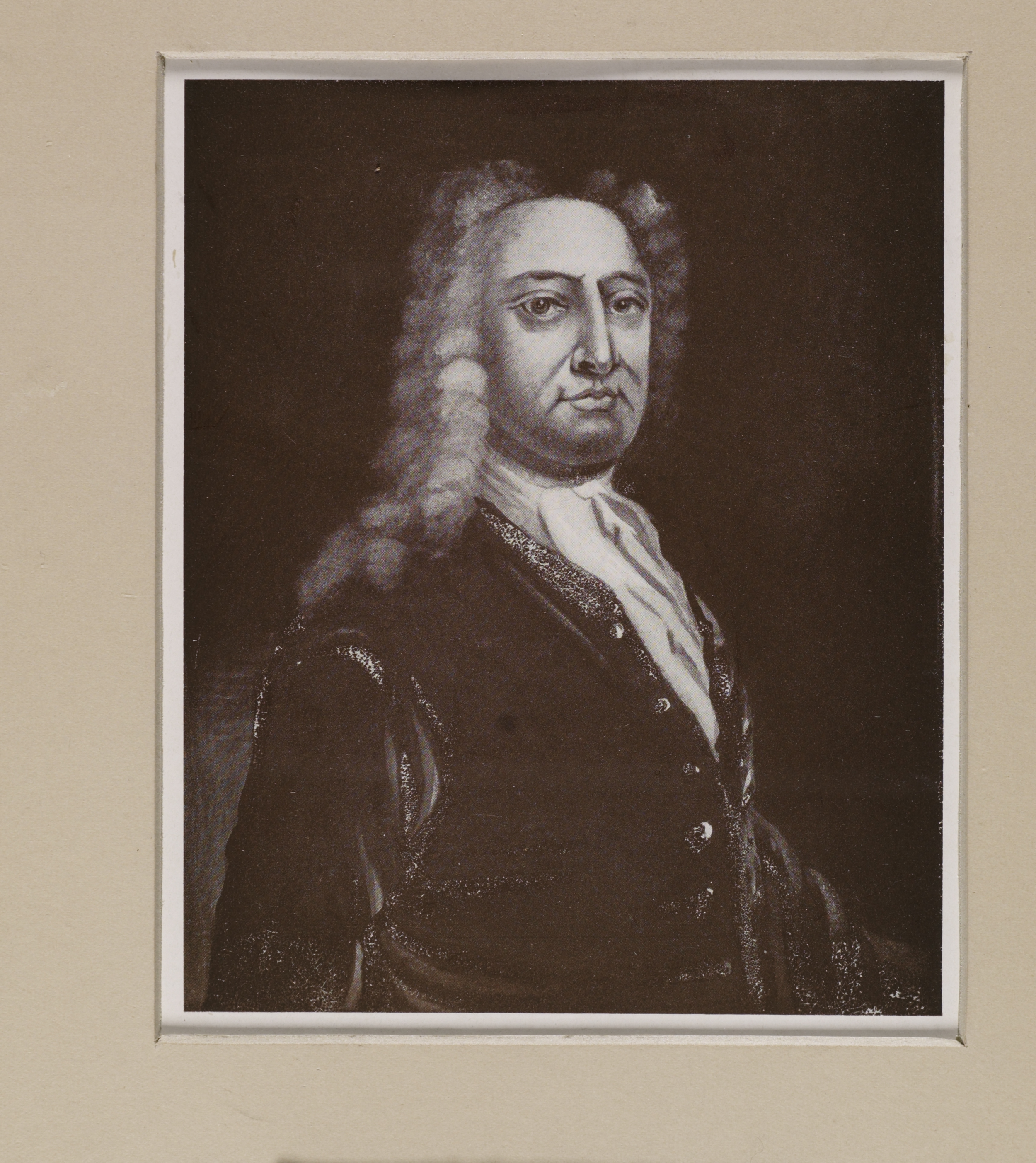
Чарльз Рэдклифф (1693—1746), де-юре граф Дервентуотер, второй муж Шарлотты Мэри, графини Ньюбург

22 декабря 1713 года леди Ньюбург вышла замуж за достопочтенного Томаса Клиффорда (12 декабря 1687 — 2 декабря 1718), сына Хью Клиффорда, 2-го барона Клиффорда из Чадли, и Энн Престон (второй дочери преподобного сэра Томаса Престона, 3-го баронета из аббатства Фернесс). У супругов было две дочери:
- Леди Энн Клиффорд (1715—1793), которая вышла замуж за генерала Джона Джозефа Махони, графа Махони, старшего сына графа Дэниела О’Махони, графа Кастилии, в 1739 году. После его смерти она вышла замуж за дона Карло Северино в 1773 году[3] .
- Леди Фрэнсис Клиффорд (? — 1771), вышедшая замуж за Уильяма Миддлтона из Йоркшира в 1738 году[3].

На Шарлотту в её спальне напал Чарльз Рэдклифф (3 сентября 1693 — 8 декабря 1746), де-юре граф Дервентуотер, который спустился по дымоходу. Чарльз Рэдклифф, младший сын Эдварда Рэдклиффа, 2-го графа Дервентуотера (1655—1705), и леди Мэри Тюдор (внебрачной дочери короля Карла II), ранее сделал пятнадцать предложений руки и сердца, но после нападения у нее не осталось иного выбора, кроме как выйти за него замуж 24 июня 1724 года . У супругов было шестеро детей, некоторые из которых родились в Риме:
- Джеймс Бартоломью Рэдклифф, 4-й граф Ньюбург (23 августа 1725 — 2 января 1787), который в 1749 году женился на Барбаре Кемп, старшей дочери Энтони Кемпа и достопочтенной Энн Браун (дочери Генри Брауна, 5-го виконта Монтегю)[3].
- Достопочтенный Джеймс Клемент Рэдклифф (5 ноября 1727—1788), генерал-майор, женившийся на Клементине Парри[3].
- Леди Мэри Рэдклифф (5 апреля 1732 — 27 августа 1798), которая вышла замуж за Фрэнсиса Эйра в 1755 году и имела от него детей[3].
- Леди Шарлотта Рэдклифф (? — 1800), умерла незамужней в Лондоне[3].
- Леди Барбара Томасин Рэдклифф, ставшая монахиней[3].
- Достопочтенный Чарльз Рэдклифф (? — 1749), умерший в несовершеннолетнем возрасте[3].

Ее муж был активным якобитом, принимавшим участие в восстаниях 1715 и 1745 годов. Он был приговорен к смерти, но сумел бежать. В конце концов его поймали и обезглавили 8 декабря 1746 года.
Графиня Ньюбург скончалась 4 августа 1755 года в Лондоне. Ей наследовал её старший сын от второго брака, Джеймс Бартоломью Рэдклифф, 4-й граф Ньюбург.